# Theo
Theo of Teo is een jongensnaam, die ontstaan is als afkorting van de jongensnamen Theodoor (van het Grieks, staat voor Godsgeschenk), Theodorus of Theofiel. Vroeger ook als "verlatijnsing" van Diederik, Dirck, Derk en Derrick. De vrouwelijke varianten van deze naam zijn Thea, Theodora en Doortje.

## Bekende Nederlandse naamdragers
- Theo van Baaren, schrijver
- Theo Bos, voetballer en trainer
- Theo Bos, wielrenner
- Theo van den Boogaard, striptekenaar
- Theo Brokmann jr., voetballer
- Theo Brokmann sr., voetballer
- Theo A. Brens, arrangeur, componist, trompettist
- Theo van Doesburg, kunstenaar
- Theo van Duivenbode, voetballer
- Theo van Els, taalkundige
- Theo Eltink, wielrenner
- Theo Frenkel jr., acteur
- Theo van Gogh, regisseur
- Theo van Gogh, kunsthandelaar
- Theo van Gogh, verzetsstrijder
- Theo van Gogh, predikant
- Theo Griekspoor, organist
- Theo de Groot, acteur
- Theo Haze, verzetsstrijder
- Theo Heemskerk, politicus
- Theo Hiddema, advocaat en politicus
- Theo Hommeles, schaker
- Theo Jansen, kunstenaar
- Theo Janssen, voetballer
- Theo Joekes, politicus en schrijver
- Theo Kars, schrijver
- Theo Koomen, sportverslaggever
- Theo Laseroms, voetballer
- Theo Loevendie, musicus, componist
- Theo Lucius, voetballer
- Theo Maassen, cabaretier
- Theo Maassen, beeldhouwer (Apeldoorn, 1943)
- Theo Mann-Bouwmeester, actrice
- Theo de Meester, politicus
- Theo Meijer, politicus
- Theo Meijer, judoka
- Theo Niermeijer, kunstenaar
- Theo Nijland, componist, schrijver, theatermaker, performer, scenarist en acteur
- Theo Pahlplatz, voetballer
- Theo Pijper, coureur
- Theo Pont, acteur
- Theo Reitsma, sportverslaggever
- Theo de Rooij, wielrenner en ploegleider
- Theo Rutten, politicus
- Theo van Scheltinga, schaker
- Theo Slot, vliegtuigbouwer
- Theo Smit, wielrenner
- Theo Steeman, striptekenaar
- Theo Stokkink, programmamaker, presentator, schrijver
- Theo Thijssen, schrijver
- Theo Uittenbogaard, programmamaker
- Theo Vogelaars, bassist
- Theo Willemze, componist

## Bekende Belgische naamdragers
- Theo Blickx, beeldhouwer, schilder en tekenaar
- Theo Bogaerts sr., schrijver
- Theo Bogaerts jr., auteur en bestuurder
- Theo Francken, politicus
- Theo Hijzen, acteur
- Theo Kelchtermans, politicus
- Théo Lefèvre, politicus
- Theo Van Rysselberghe, kunstschilder

## Bekende Luxemburgse naamdragers
- Théo Scholten, Luxemburgs voetballer
- Théo Stendebach, Luxemburgs voetballer en politicus
- Théo Malget, Luxemburgs voetballer

## Bekende naamdragers van buiten de Benelux
- Theodorus II van Ethiopië
- Theo Albrecht, Duits ondernemer (Aldi)
- Theo Angelopoulos, Grieks filmregisseur
- Theo-Ben Gurirab, Namibisch politicus
- Theo Lingen, Duits acteur, regisseur en schrijver
- Theo Olof, Duitse violist
- Theo Rossi, Amerikaans acteur
- Theo Walcott, Engelse voetballer
- Theo (zanger), Zweedse zanger

## Overige
- Theo komt ook voor in de toneelprijs Theo d'Or. Verder is de naam ook terug te vinden bij het komisch duo Theo en Thea.
- Theo Eyewear is een Belgisch brillenmerk.
- Theo (spionagedienst), codenaam van een spionagedienst in België tijdens de Eerste Wereldoorlog